# Cóir Anmann
Cóir Anmann [koːrʴ 'anmaN] („Das Richtige von den Namen“, „Eignung von Namen“) ist der Name eines etymologischen Verzeichnisses von Personen- und Stammesnamen aus der irischen Geschichte und Mythologie in mittelirischer Sprache.
Das Cóir Anmann entstand in seiner älteren und kürzeren Fassung im 14. bis 15. Jahrhundert, eine spätere Version, erweitert und chronologisch geordnet, ist in einer Handschrift um 1500 überliefert. Die Sammlung enthält in der Endfassung rund 300 Namen. Der anonyme Autor erklärt diese Namen mit Beispielen aus den irischen Mythen und Heldensagen, beispielsweise werden der Sagenheld Conall Cernach und der König Conchobar mac Nessa genannt.